# یوری آنتونوف (موسیقیدان)
یوری آنتونوف (روسی: Юрий Михайлович Антонов؛ زادهٔ ۹ فوریهٔ ۱۹۴۵) خواننده و آهنگ‌ساز اهل کشور روسیه است.
وی همچنین برنده جوایزی همچون هنرمند مردمی روسیه شده است.